# Jann Sjursen
Jann Jacob Sjursen (født 20. oktober 1963 på Frederiksberg) er en dansk politiker, som har repræsenteret Kristendemokraterne. Han har siddet i Folketinget fra 1998 og var partiformand 1990-2002. Han var energiminister i Regeringen Poul Nyrup Rasmussen I 1993-1994.
Efter at have afsluttet en politisk karriere er Jann Sjursen blevet generalsekretær i bistandsorganisationen Caritas Danmark, en NGO, der arbejder med international nødhjælp og udviklingsarbejde. Jann Sjursen har siden 2010 været formand for Rådet for Socialt Udsatte.  

## Biografi fra Folketingets hjemmeside
Sjursen, Jann Jacob, fhv. minister.
Kristeligt Folkeparti – Energiminister 25. jan. 1993-27. sept. 1994. Folketingsmedlem for Århus Amtskreds fra 11. marts 1998. Gift 1989 med Karen Sjursen født Hagelskjær. 3 børn: Maria 1991, Amanda 1994 og Johan 1995. 
Født 20. oktober 1963 på Frederiksberg, søn af fhv. forretningsfører Leif Sjursen og kirketjener Kirsten Sjursen.
Rosenlundskolen Skovlunde 1970-73, Lindebjergskolen, Næstved 1973-78. Hellebjerg Idrætsungdomsskole 1978-80. Student Næstved Gymnasium 1983. Børkop Højskole 1984. Haslev Seminarium 1984-88.
Generalsekretær for Kristendemokratisk Ungdom i Norden 1986-89. Lærer på Vor Frue Skole i Næstved 1988-93 og 1995-97. Ansat formand for Kristeligt Folkeparti 1997-98.
Medlem af Lokalradio- og Tv-nævnet for Næstved Kommune 1990-93. Medlem af Skatteankenævnet 1990-93.
Landsformand for Kristeligt Folkepartis Ungdom 1987-89. Landsformand for Kristeligt Folkeparti 1990-2002. Energiminister i regeringen Nyrup I 1993-94.
Partiets kandidat i Næstvedkredsen 1987-89, Koldingkredsen 1989-91 og Århus Vestkredsen fra 1991.
Jann Sjursen meldte sig ud af Kristendemokraterne den 6. Juli 2007 som protest mod partiets ændrede kurs i forbindelse med kampen mod abort.